# 7521 Wylezalek
7521 Wylezalek è un asteroide della fascia principale esterna. Scoperto nel 1990, presenta un'orbita caratterizzata da un semiasse maggiore pari a 2,899872 UA e da un'eccentricità di 0,012924, inclinata di 2,651399° rispetto all'eclittica. Ha un diametro di 7,612 km, un periodo di rotazione di 5,04 ore e un'albedo di 0,254.
Fa parte della famiglia di asteroidi Coronide.
L'astronoma tedesca Dominika Wylezalek è docente di astrofisica extragalattica all'Università di Heidelberg e dal 2025 è il nono direttore nella lunga storia dell'Astronomisches Rechen-Institut. I suoi principali interessi scientifici riguardano l'accrescimento di buchi neri supermassicci nei nuclei galattici attivi e il loro ruolo nell'evoluzione delle galassie.